# Enduro-Europameisterschaft 1978
Die Enduro-Europameisterschaft 1978 war die 11. in der Geschichte der FIM Enduro-Europameisterschaft.

## Allgemeines und Rennkalender
Geplant waren sieben Läufe, tatsächlich wurden nur sechs ausgetragen und für die EM-Wertung herangezogen. Der in Spanien geplante Lauf wurde erst am Tag vor der Maschinenabnahme kurzfristig abgesagt. Der Hauptgrund war, dass es der Fahrtleitung bis Veranstaltungsbeginn nicht gelungen war, mit der zuständigen Naturschutzbehörde eine Einigung bzgl. der Streckenführung in sensiblen Bereichen zu erzielen.
| Nr. | Ort                    | Datum                 | Streckenlänge (a) |
| --- | ---------------------- | --------------------- | ----------------- |
| 1   | Benešov                | 6. bis 7. Mai 1978    | 604               |
| 2   | Troyes                 | 20. bis 21. Mai 1978  | 413               |
| 3   | Navacerrada            | 27. bis 28. Mai 1978  | k. A.             |
| 3   | San Pellegrino Terme   | 3. bis 4. Juni 1978   | 539               |
| 4   | Gmina Solina           | 17. bis 18. Juni 1978 | 550               |
| 5   | Amtzell                | 24. bis 25. Juni 1978 | 523               |
| 6   | Neumarkt in Steiermark | 1. bis 2. Juli 1978   | 555               |

## Klasse bis 50 cm³

### Rennergebnisse
| Nr. | Ort                    | Datum                 | Fahrer   | Fahrer  | Platz 1 (b)             | Platz 2 (b)                | Platz 3 (b)                | Gesamtführender            |
| Nr. | Ort                    | Datum                 | am Start | im Ziel | Platz 1 (b)             | Platz 2 (b)                | Platz 3 (b)                | Gesamtführender            |
| --- | ---------------------- | --------------------- | -------- | ------- | ----------------------- | -------------------------- | -------------------------- | -------------------------- |
| 1   | Benešov                | 6. bis 7. Mai 1978    | 6        | 3       | Jürgen Grisse (Zündapp) | Gino Perego (Sachs)        | Angelo Signorelli (Fantic) | Jürgen Grisse (Zündapp)    |
| 2   | Troyes                 | 20. bis 21. Mai 1978  | 10       | 3       | Gino Perego (Sachs)     | Angelo Signorelli (Fantic) | Jürgen Grisse (Zündapp)    | Gino Perego (Sachs)        |
| 3   | San Pellegrino Terme   | 3. bis 4. Juni 1978   | 18       | 8       | Tomasi (Fantic)         | Angelo Signorelli (Fantic) | Zenoni (Fantic)            | Angelo Signorelli (Fantic) |
| 4   | Gmina Solina           | 17. bis 18. Juni 1978 | 5        | 2       | Gino Perego (Sachs)     | Jürgen Grisse (Zündapp)    |                            | Gino Perego (Sachs)        |
| 5   | Amtzell                | 24. bis 25. Juni 1978 | 12       | 4       | Gino Perego (Sachs)     | Jürgen Grisse (Zündapp)    | Wünscher (Fantic)          | Gino Perego (Sachs)        |
| 6   | Neumarkt in Steiermark | 1. bis 2. Juli 1978   | 6        | 5       | Gino Perego (Sachs)     | Angelo Signorelli (Fantic) | Jürgen Grisse (Zündapp)    | Gino Perego (Sachs)        |

### EM-Endstand
| Platz | Fahrer            | Motorrad | Punkte |
| ----- | ----------------- | -------- | ------ |
| 1     | Gino Perego       | Sachs    | 72     |
| 2     | Jürgen Grisse     | Zündapp  | 59     |
| 3     | Angelo Signorelli | Fantic   | 46     |

## Klasse bis 75 cm³

### Rennergebnisse
| Nr. | Ort                    | Datum                 | Fahrer   | Fahrer  | Platz 1 (c)                   | Platz 2 (c)                  | Platz 3 (c)                   | Gesamtführender         |
| Nr. | Ort                    | Datum                 | am Start | im Ziel | Platz 1 (c)                   | Platz 2 (c)                  | Platz 3 (c)                   | Gesamtführender         |
| --- | ---------------------- | --------------------- | -------- | ------- | ----------------------------- | ---------------------------- | ----------------------------- | ----------------------- |
| 1   | Benešov                | 6. bis 7. Mai 1978    | 10       | 7       | Osvaldo Scaburri (Puch)       | Stanislaw Olszewski (Simson) | Gerhard Haatz (Simson)        | Osvaldo Scaburri (Puch) |
| 2   | Troyes                 | 20. bis 21. Mai 1978  | 8        | 5       | Osvaldo Scaburri (Puch)       | Gerhard Haatz (Simson)       | Ewald Schneidewind (Simson)   | Osvaldo Scaburri (Puch) |
| 3   | San Pellegrino Terme   | 3. bis 4. Juni 1978   | 23       | 8       | Osvaldo Scaburri (Puch)       | Vernassa (Puch)              | Magri (Puch)                  | Osvaldo Scaburri (Puch) |
| 4   | Gmina Solina           | 17. bis 18. Juni 1978 | 10       | 7       | Steffen Mauersberger (Simson) | Stanislaw Olszewski (Simson) | Ewald Schneidewind (Simson)   | Osvaldo Scaburri (Puch) |
| 5   | Amtzell                | 24. bis 25. Juni 1978 | 10       | 5       | Osvaldo Scaburri (Puch)       | Stanislaw Olszewski (Simson) | Klujszo (Simson)              | Osvaldo Scaburri (Puch) |
| 6   | Neumarkt in Steiermark | 1. bis 2. Juli 1978   | 10       | 5       | Osvaldo Scaburri (Puch)       | Stanislaw Olszewski (Simson) | Steffen Mauersberger (Simson) | Osvaldo Scaburri (Puch) |

### EM-Endstand
| Platz | Fahrer               | Motorrad | Punkte |
| ----- | -------------------- | -------- | ------ |
| 1     | Osvaldo Scaburri     | Puch     | 81     |
| 2     | Stanislaw Olszewski  | Simson   | 62     |
| 3     | Steffen Mauersberger | Simson   | 42     |

## Klasse bis 100 cm³

### Rennergebnisse
| Nr. | Ort                    | Datum                 | Fahrer   | Fahrer  | Platz 1 (d)                  | Platz 2 (d)                  | Platz 3 (d)                  | Gesamtführender              |
| Nr. | Ort                    | Datum                 | am Start | im Ziel | Platz 1 (d)                  | Platz 2 (d)                  | Platz 3 (d)                  | Gesamtführender              |
| --- | ---------------------- | --------------------- | -------- | ------- | ---------------------------- | ---------------------------- | ---------------------------- | ---------------------------- |
| 1   | Benešov                | 6. bis 7. Mai 1978    | 12       | 6       | Klaus-Bernd Kreutz (Zündapp) | Erwin Schmider (Zündapp)     | Martin Kremel (Jawa)         | Klaus-Bernd Kreutz (Zündapp) |
| 2   | Troyes                 | 20. bis 21. Mai 1978  | 5        | 4       | Erwin Schmider (Zündapp)     | Klaus-Bernd Kreutz (Zündapp) | Bernd Lämmel (Simson)        | Klaus-Bernd Kreutz (Zündapp) |
| 3   | San Pellegrino Terme   | 3. bis 4. Juni 1978   | 29       | 11      | Erwin Schmider (Zündapp)     | Petrogalli (KTM)             | Bernd Lämmel (Simson)        | Erwin Schmider (Zündapp)     |
| 4   | Gmina Solina           | 17. bis 18. Juni 1978 | 8        | 4       | Erwin Schmider (Zündapp)     | Bernd Lämmel (Simson)        | Klaus-Bernd Kreutz (Zündapp) | Erwin Schmider (Zündapp)     |
| 5   | Amtzell                | 24. bis 25. Juni 1978 | 11       | 7       | Klaus-Bernd Kreutz (Zündapp) | Erwin Schmider (Zündapp)     | Bernd Lämmel (Simson)        | Erwin Schmider (Zündapp)     |
| 6   | Neumarkt in Steiermark | 1. bis 2. Juli 1978   | 8        | 5       | Klaus-Bernd Kreutz (Zündapp) | Erwin Schmider (Zündapp)     | Bernd Lämmel (Simson)        | Erwin Schmider (Zündapp)     |

### EM-Endstand
| Platz | Fahrer             | Motorrad | Punkte |
| ----- | ------------------ | -------- | ------ |
| 1     | Erwin Schmider     | Zündapp  | 81     |
| 2     | Klaus-Bernd Kreutz | Zündapp  | 75     |
| 3     | Bernd Lämmel       | Simson   | 60     |

## Klasse bis 125 cm³

### Rennergebnisse
| Nr. | Ort                    | Datum                 | Fahrer   | Fahrer  | Platz 1 (e)                | Platz 2 (e)              | Platz 3 (e)                | Gesamtführender            |
| Nr. | Ort                    | Datum                 | am Start | im Ziel | Platz 1 (e)                | Platz 2 (e)              | Platz 3 (e)                | Gesamtführender            |
| --- | ---------------------- | --------------------- | -------- | ------- | -------------------------- | ------------------------ | -------------------------- | -------------------------- |
| 1   | Benešov                | 6. bis 7. Mai 1978    | 20       | 14      | Pietro Gagni (SWM)         | Medardo (Puch)           | Eberhard Weber (Zündapp)   | Pietro Gagni (SWM)         |
| 2   | Troyes                 | 20. bis 21. Mai 1978  | 28       | 14      | Harald Stößenreuther (KTM) | Eddy Hau (Zündapp)       | G. Signorelli (Puch)       | Harald Stößenreuther (KTM) |
| 3   | San Pellegrino Terme   | 3. bis 4. Juni 1978   | 46       | 18      | Harald Stößenreuther (KTM) | Eddy Hau (Zündapp)       | G. Signorelli (Puch)       | Harald Stößenreuther (KTM) |
| 4   | Gmina Solina           | 17. bis 18. Juni 1978 | 13       | 6       | Eberhard Weber (Zündapp)   | Pietro Gagni (SWM)       | Harald Stößenreuther (KTM) | Harald Stößenreuther (KTM) |
| 5   | Amtzell                | 24. bis 25. Juni 1978 | 30       | 15      | Harald Stößenreuther (KTM) | Eberhard Weber (Zündapp) | Pietro Gagni (SWM)         | Harald Stößenreuther (KTM) |
| 6   | Neumarkt in Steiermark | 1. bis 2. Juli 1978   | 36       | 19      | Eberhard Weber (Zündapp)   | G. Signorelli (Puch)     | G. P. Marinoni (Fantic)    | Eberhard Weber (Zündapp)   |

### EM-Endstand
| Platz | Fahrer               | Motorrad | Punkte |
| ----- | -------------------- | -------- | ------ |
| 1     | Eberhard Weber       | Zündapp  | 66     |
| 2     | Harald Stößenreuther | KTM      | 57     |
| 3     | Pietro Gagni         | SWM      | 53     |

## Klasse bis 175 cm³

### Rennergebnisse
| Nr. | Ort                    | Datum                 | Fahrer   | Fahrer  | Platz 1 (f)           | Platz 2 (f)           | Platz 3 (f)           | Gesamtführender       |
| Nr. | Ort                    | Datum                 | am Start | im Ziel | Platz 1 (f)           | Platz 2 (f)           | Platz 3 (f)           | Gesamtführender       |
| --- | ---------------------- | --------------------- | -------- | ------- | --------------------- | --------------------- | --------------------- | --------------------- |
| 1   | Benešov                | 6. bis 7. Mai 1978    | 39       | 25      | Franco Gualdi (Sachs) | Andrea Marinoni (SWM) | Reinbold (Zündapp)    | Franco Gualdi (Sachs) |
| 2   | Troyes                 | 20. bis 21. Mai 1978  | 21       | 7       | Miele (KTM)           | Andrea Marinoni (SWM) | Franco Gualdi (Sachs) | Andrea Marinoni (SWM) |
| 3   | San Pellegrino Terme   | 3. bis 4. Juni 1978   | 29       | 13      | Franco Gualdi (Sachs) | Miele (KTM)           | Andrea Marinoni (SWM) | Franco Gualdi (Sachs) |
| 4   | Gmina Solina           | 17. bis 18. Juni 1978 | 14       | 9       | Franco Gualdi (Sachs) | Reinbold (Zündapp)    | Spitznagel (Zündapp)  | Franco Gualdi (Sachs) |
| 5   | Amtzell                | 24. bis 25. Juni 1978 | 36       | 15      | Franco Gualdi (Sachs) | Reinbold (Zündapp)    | Andrea Marinoni (SWM) | Franco Gualdi (Sachs) |
| 6   | Neumarkt in Steiermark | 1. bis 2. Juli 1978   | 24       | 13      | Miele (KTM)           | Andrea Marinoni (SWM) | Franco Gualdi (Sachs) | Franco Gualdi (Sachs) |

### EM-Endstand
| Platz | Fahrer          | Motorrad | Punkte |
| ----- | --------------- | -------- | ------ |
| 1     | Franco Gualdi   | Sachs    | 80     |
| 2     | Andrea Marinoni | SWM      | 59     |
| 3     | Miele           | KTM      | 56     |

## Klasse bis 250 cm³

### Rennergebnisse
| Nr. | Ort                    | Datum                 | Fahrer   | Fahrer  | Platz 1 (g)              | Platz 2 (g)             | Platz 3 (g)              | Gesamtführender          |
| Nr. | Ort                    | Datum                 | am Start | im Ziel | Platz 1 (g)              | Platz 2 (g)             | Platz 3 (g)              | Gesamtführender          |
| --- | ---------------------- | --------------------- | -------- | ------- | ------------------------ | ----------------------- | ------------------------ | ------------------------ |
| 1   | Benešov                | 6. bis 7. Mai 1978    | 51       | 31      | Gualtiero Brissoni (SWM) | Jozef Chovančík (Jawa)  | Reinhard Christel (KTM)  | Gualtiero Brissoni (SWM) |
| 2   | Troyes                 | 20. bis 21. Mai 1978  | 45       | 15      | Gualtiero Brissoni (SWM) | Gouverneur (SWM)        | Jozef Chovančík (Jawa)   | Gualtiero Brissoni (SWM) |
| 3   | San Pellegrino Terme   | 3. bis 4. Juni 1978   | 44       | 18      | Gualtiero Brissoni (SWM) | Alessandro Gritti (KTM) | Reinhard Christel (KTM)  | Gualtiero Brissoni (SWM) |
| 4   | Gmina Solina           | 17. bis 18. Juni 1978 | 30       | 11      | Gualtiero Brissoni (SWM) | Jürgen Meusel (MZ)      | Jozef Chovančík (Jawa)   | Gualtiero Brissoni (SWM) |
| 5   | Amtzell                | 24. bis 25. Juni 1978 | 47       | 17      | Gualtiero Brissoni (SWM) | Reinhard Christel (KTM) | Jürgen Meusel (MZ)       | Gualtiero Brissoni (SWM) |
| 6   | Neumarkt in Steiermark | 1. bis 2. Juli 1978   | 48       | 24      | Alessandro Gritti (KTM)  | Jozef Chovančík (Jawa)  | Gualtiero Brissoni (SWM) | Gualtiero Brissoni (SWM) |

### EM-Endstand
| Platz | Fahrer             | Motorrad | Punkte |
| ----- | ------------------ | -------- | ------ |
| 1     | Gualtiero Brissoni | SWM      | 85     |
| 2     | Reinhard Christel  | KTM      | 51     |
| 3     | Jozef Chovančík    | Jawa     | 46     |

## Klasse bis 350 cm³

### Rennergebnisse
| Nr. | Ort                    | Datum                 | Fahrer   | Fahrer  | Platz 1 (h)              | Platz 2 (h)              | Platz 3 (h)             | Gesamtführender          |
| Nr. | Ort                    | Datum                 | am Start | im Ziel | Platz 1 (h)              | Platz 2 (h)              | Platz 3 (h)             | Gesamtführender          |
| --- | ---------------------- | --------------------- | -------- | ------- | ------------------------ | ------------------------ | ----------------------- | ------------------------ |
| 1   | Benešov                | 6. bis 7. Mai 1978    | 46       | 27      | Guglielmo Andreini (SWM) | Elia Andrioletti (KTM)   | Frank Schubert (MZ)     | Guglielmo Andreini (SWM) |
| 2   | Troyes                 | 20. bis 21. Mai 1978  | 20       | 9       | Elia Andrioletti (KTM)   | Augusto Taiocchi (Sachs) | Frank Schubert (MZ)     | Elia Andrioletti (KTM)   |
| 3   | San Pellegrino Terme   | 3. bis 4. Juni 1978   | 21       | 6       | Elia Andrioletti (KTM)   | Guglielmo Andreini (SWM) | Rinaldi (KWM)           | Elia Andrioletti (KTM)   |
| 4   | Gmina Solina           | 17. bis 18. Juni 1978 | 17       | 5       | Frank Schubert (MZ)      | Guglielmo Andreini (SWM) | Květoslav Mašita (Jawa) | Elia Andrioletti (KTM)   |
| 5   | Amtzell                | 24. bis 25. Juni 1978 | 21       | 12      | Guglielmo Andreini (SWM) | Elia Andrioletti (KTM)   | Květoslav Mašita (Jawa) | Guglielmo Andreini (SWM) |
| 6   | Neumarkt in Steiermark | 1. bis 2. Juli 1978   | 20       | 15      | Frank Schubert (MZ)      | Augusto Taiocchi (Sachs) | Elia Andrioletti (KTM)  | Elia Andrioletti (KTM)   |

### EM-Endstand
| Platz | Fahrer             | Motorrad | Punkte |
| ----- | ------------------ | -------- | ------ |
| 1     | Elia Andrioletti   | KTM      | 72     |
| 2     | Guglielmo Andreini | SWM      | 68     |
| 3     | Frank Schubert     | MZ       | 58     |

## Klasse bis 500 cm³

### Rennergebnisse
| Nr. | Ort                    | Datum                 | Fahrer   | Fahrer  | Platz 1 (i)            | Platz 2 (i)            | Platz 3 (i)            | Gesamtführender        |
| Nr. | Ort                    | Datum                 | am Start | im Ziel | Platz 1 (i)            | Platz 2 (i)            | Platz 3 (i)            | Gesamtführender        |
| --- | ---------------------- | --------------------- | -------- | ------- | ---------------------- | ---------------------- | ---------------------- | ---------------------- |
| 1   | Benešov                | 6. bis 7. Mai 1978    | 39       | 24      | Rottler (KTM)          | Stanislav Zloch (Jawa) | Jiří Stodůlka (Jawa)   | Rottler (KTM)          |
| 2   | Troyes                 | 20. bis 21. Mai 1978  | 20       | 14      | Stanislav Zloch (Jawa) | Rottler (KTM)          | Jiří Stodůlka (Jawa)   | Rottler (KTM)          |
| 3   | San Pellegrino Terme   | 3. bis 4. Juni 1978   | 22       | 9       | Gianangelo Croci (KTM) | Casas (Bultaco)        | Uwe Köthe (MZ)         | Gianangelo Croci (KTM) |
| 4   | Gmina Solina           | 17. bis 18. Juni 1978 | 19       | 5       | Stanislav Zloch (Jawa) | Jiří Stodůlka (Jawa)   | Rottler (KTM)          | Stanislav Zloch (Jawa) |
| 5   | Amtzell                | 24. bis 25. Juni 1978 | 41       | 17      | Gianangelo Croci (KTM) | Jiří Stodůlka (Jawa)   | Rottler (KTM)          | Gianangelo Croci (KTM) |
| 6   | Neumarkt in Steiermark | 1. bis 2. Juli 1978   | 39       | 24      | Jiří Stodůlka (Jawa)   | Stanislav Zloch (Jawa) | Gianangelo Croci (KTM) | Gianangelo Croci (KTM) |

### EM-Endstand
| Platz | Fahrer           | Motorrad | Punkte |
| ----- | ---------------- | -------- | ------ |
| 1     | Gianangelo Croci | KTM      | 64     |
| 2     | Jiří Stodůlka    | Jawa     | 59     |
| 3     | Rottler          | KTM      | 55     |

## Klasse bis 750 cm³

### Rennergebnisse
| Nr. | Ort                    | Datum                 | Fahrer   | Fahrer  | Platz 1 (j)         | Platz 2 (j)         | Platz 3 (j)         | Gesamtführender     |
| Nr. | Ort                    | Datum                 | am Start | im Ziel | Platz 1 (j)         | Platz 2 (j)         | Platz 3 (j)         | Gesamtführender     |
| --- | ---------------------- | --------------------- | -------- | ------- | ------------------- | ------------------- | ------------------- | ------------------- |
| 1   | Benešov                | 6. bis 7. Mai 1978    | 10       | 8       | Otokar Toman (Jawa) | Manfred Jäger (MZ)  | Capelli (KTM)       | Otokar Toman (Jawa) |
| 2   | Troyes                 | 20. bis 21. Mai 1978  | 13       | 5       | Manfred Jäger (MZ)  | Egbert Haas (Maico) | Hajek (Maico)       | Manfred Jäger (MZ)  |
| 3   | San Pellegrino Terme   | 3. bis 4. Juni 1978   | 8        | 5       | Capelli (KTM)       | Manfred Jäger (MZ)  | Egbert Haas (Maico) | Manfred Jäger (MZ)  |
| 4   | Gmina Solina           | 17. bis 18. Juni 1978 | 9        | 4       | Manfred Jäger (MZ)  | Egbert Haas (Maico) | Hajek (Maico)       | Manfred Jäger (MZ)  |
| 5   | Amtzell                | 24. bis 25. Juni 1978 | 13       | 10      | Capelli (KTM)       | Manfred Jäger (MZ)  | Egbert Haas (Maico) | Manfred Jäger (MZ)  |
| 6   | Neumarkt in Steiermark | 1. bis 2. Juli 1978   | 10       | 8       | Manfred Jäger (MZ)  | Hajek (Maico)       | Egbert Haas (Maico) | Manfred Jäger (MZ)  |

### EM-Endstand
| Platz | Fahrer        | Motorrad | Punkte |
| ----- | ------------- | -------- | ------ |
| 1     | Manfred Jäger | MZ       | 81     |
| 2     | Egbert Haas   | Maico    | 60     |
| 3     | Hajek         | Maico    | 53     |